# John Lyons (hokeista)
John „Sharkey” Joseph Lyons, Jr. (ur. 4 kwietnia 1900 w Arlington, zm. 15 stycznia 1971 tamże) – amerykański hokeista.

## Kariera sportowa
Był członkiem amerykańskiej drużyny hokejowej, która wygrała srebrny medal podczas Zimowych Igrzysk Olimpijskich w 1924 roku.